# Опеньок сірчано-жовтий несправжній
Опеньок сірчано-жовтий несправжній або гіфолома групова (Hypholoma fasciculare) — отруйний гриб з родини Strophariaceae. Місцеві назви — підпеньок несправжній, опеньок отруйний.

## Будова гриба
Шапка 1,5–5(7) см у діаметрі, тонком'ясиста, напівсферична, тупоконусоподібна, пізніше опукло- або плоскорозпростерта, сірчано-жовта, у центрі темніша, гола, по краю звичайно з залишками покривала. Пластинки прирослі, вузькі, густі, сірчано-жовті, згодом бурувато- або коричнювато-зелені. Спорова маса коричнева. Спори 7–9 × 4,5 мкм, гладенькі. Ніжка 5–10 × 0,4–0,6 см, сірчано-жовта, темно-волокниста, порожня. М'якоть сірчано-жовта. Дуже отруйний.

## Поширення та екологічна приуроченість
Поширений у всій Україні. Ростуть на старих пеньках листяних і хвойних дерев у серпні — листопаді. 

## Практичне значення
Отруйний гриб. При вживанні в їжу гриб викликає тяжке, іноді смертельне отруєння. Основними токсинами гриба є фасцикулол E та фасцикулол F.
Опеньок сірчано-жовтий іноді помилково приймають за опеньок справжній, від якого він відрізняється зеленим кольором пластинок, жовтою шапкою.